# Addestramento alla subacquea
L'addestramento alla subacquea è il processo di apprendimento dei metodi di utilizzo dell'attrezzatura per immersioni e delle tecnologie utilizzate in subacquea per consentire un'immersione sicura e piacevole.
Non soltanto l'ambiente marino, ma anche l'equipaggiamento subacqueo può essere pericoloso se utilizzato da persone non addestrate; vi sono molte problematiche che i nuovi sub devono essere pronti ad affrontare. Inoltre i principianti hanno bisogno di pratica e di sempre più esperienza con l'attrezzatura e il nuovo ambiente, in modo da poter gestire in modo più semplice eventuali situazioni di emergenza.
La maggior parte degli operatori commerciali e dei club di subacquea insistono sull'importanza del Brevetto, che evidenzia un minimo di addestramento e dovrebbe essere richiesto obbligatoriamente prima di affittare attrezzatura o portare un subacqueo in immersione.
In Italia, a differenza di molti paesi europei, non esiste alcuna normativa chiara ed efficace al riguardo e vengono solitamente emanati decreti incoerenti e poco efficaci per la reale consistenza che ha assunto l'attività subacquea negli ultimi due decenni. Quindi non è obbligatorio in Italia munirsi di brevetto, anche se, per il relativo e anche significativo rischio di incidenti nel praticare tale attività, è fortemente consigliato; in alcuni casi, per diverse attività scientifiche e vari bandi di gara nonché prestazione d'opera presso i centri di immersione, viene espressamente richiesto.

## Fonti
Esistono molte associazioni ed organizzazioni, sia di carattere sportivo che professionale, che offrono corsi e brevetti, basati su standard riconosciuti internazionalmente.
Per fare alcuni esempi, si possono citare:
- organizzazioni per i primi rudimenti della subacquea sportiva
  - con istruttori professionisti (ANIS, FIPSAS, SDI, SSI, PADI, PTRD, NASE, NAUI, PSS, SNSI, CEDIP-SIAS, NADD - Global Diving Agency);
  - con istruttori non-professionisti, ma comunque certificati (BSAC, FIAS, FIPSAS, CMAS, Scuba Educators International SEI Diving);
- organizzazioni per l'apprendimento della subacquea tecnica (GUE, IANTD, NAUI Tec, SNSI Tek, PSAI, PTRD, TDI, PSS, NADD - Global Diving Agency);CEDIP SIAS
- istituti professionali riconosciuti dallo Stato per l'apprendimento della subacquea professionale;
- nell'ambito della subacquea industriale gli standard di formazione indicati da IDSA
- organizzazioni statali e militari.

## Siti delle lezioni
Tipicamente le prime lezioni hanno luogo in:
- aula, dove vengono affrontate le lezioni teoriche;
- piscina, dove si affrontano le prime immersioni in un ambiente controllato e sicuro;
- mare, dove gli studenti dimostrano quanto imparato.

Di solito le prime immersioni in acque aperte hanno luogo in zone ben delimitate, come zone costiere, laghi o cave. Nei corsi avanzati invece le immersioni didattiche hanno luogo spesso in luoghi simili a quelli delle future immersioni.

## Argomenti dell'addestramento
Di seguito un elenco degli argomenti di insegnamento più comuni.
- Teoria di base
  - fisica della subacquea;
  - attrezzatura per immersioni;
  - fisiologia umana;
  - problematiche subacquee;
  - segnalazioni subacquee;
  - buddy system (cioè immersione in coppia).
- Abilità di base
  - nuoto pinnato e movimenti in acqua;
  - indossare una maschera subacquea;
  - snorkeling;
  - apnea;
  - tecniche di entrata e uscita dall'acqua.
- Uso dell'erogatore
  - preparazione;
  - controllo di coppia;
  - respirazione da un erogatore;
  - controllo dell'assetto con il giubbotto ad assetto variabile;
  - immersione e risalita;
  - svuotamento della maschera e dell'erogatore;
  - condivisione dell'aria;
  - risalita in coppia.
- Uso del rebreather
  - preparazione;
  - controllo dell'assetto con un rebreather;
  - immersione e risalita;
  - procedure di emergenza;
  - controllo della miscela.
- Pianificazione dell'immersione
  - buddy system (cioè immersione in coppia);
  - uso della tabella di decompressione;
  - uso del computer subacqueo;
  - calcoli sull'uso della riserva d'aria;
  - immersione sicura;
  - immersione notturna.
- Guida dell'immersione
  - profondità e durata dell'immersione;
  - gestione dell'aria;
  - uso della boa di segnalazione;
  - uso della boa di decompressione;
  - orientamento subacqueo;
  - uso delle tappe di decompressione.
- Tecniche di salvataggio
- Immersione tecnica
  - uso del nitrox;
  - uso del trimix;
  - immersione in alta quota.
- Immersioni specializzate (in grotta, relitto, fotografia subacquea, biologia marina)